# 셈어파
셈어파(Semitic)는 서아시아와 북아프리카 전역과 동아프리카 북부에 걸쳐서 3억 8천만명 이상의 사람들이 사용하고 있는 언어들이다. 또한 셈어파는 아프리카아시아어족의 북동 지역의 하위 부분을 구성하며, 아프리카아시아어족 중에서 유일하게 아시아에서 쓰이는 어파이다.
오늘날 가장 널리 쓰이는 셈어파의 언어는 아랍어로 그 사용자 수는 서아시아에서만 3억 4천만 명에 육박하고, 그 다음으로 암하라어가 약 2700만여 명, 티그리냐어가 700만 명, 히브리어가 670여만 명(이스라엘에 한정)이다. 셈어파는 또한 최초로 문자로 기록된 언어 가운데 하나로, 기원전 3000년경에 아카드어가 최초로 쓰인 셈어파 언어이다.
"셈어파"란 명칭은 셈족이라는 과거의 민족 분류에서 따온 것으로서 성서에 나오는 노아의 아들 셈에서 유래한 이름인데, 어원적으로 따지면 다소 잘못 붙여진 명칭이나 18세기 말 괴팅겐 대학의 역사학자들이 처음 사용한 이후로 오늘날까지 관습적으로 널리 쓰이는 표현이다.

## 분포도

셈어파의 대략적인 역사적 분포: 녹색은 동셈어군, 빨강은 중앙셈어군, 파랑은 남셈어군

## 분류
- 동셈어군 (사멸)
  - 아카드어 (사멸)
  - 에블라어 (사멸)

- 서셈어군?
  - 중앙셈어군
    - 남서셈어
      - 아랍어
        - 문어체 아랍어
          - 고전 아랍어
          - 중세 아랍어
          - 현대 표준 아랍어 (현대 문어 아랍어)

        - 구어체 아랍어
          - 각지 아랍어의 언어변이형

    - 북서셈어군
      - 가나안어
        - 모아브어 (사멸)
        - 암몬어 (사멸)
        - 에돔어 (사멸)
        - 페니키아어(포에니어) (사멸)
          - 카르타고어(카르타고방언, 서부페니키아방언) (사멸)

        - 히브리어 (히브리어)
          - 미슈나 히브리어 (사멸)
          - 미즈라히 히브리어
          - 사마리아 히브리어 (사멸)
          - 성서 히브리어 (사멸)
          - 세파르디 히브리어
          - 아시케나지 히브리어
          - 중세 히브리어 (사멸)
          - 현대 히브리어

      - 아모리어 (사멸)
      - 우가리트어 (사멸)
      - 아람어
        - 동아람어
          - 만데아어
            - 고전 만데아어
            - 현대 만데아어

          - 성서 아람어 (사멸)
          - 시리아어
          - 중부 아람어
            - 북동아람어
              - 리샤나 데니어
              - 리샤니드 노샨어
              - 리샨 디단어
              - 바르자니 유대 신아람어
              - 보탄 신아람어
              - 세나야어
              - 아시리아 신아람어
              - 유대 아람어
              - 칼데아 신아람어
              - 코이 산자크 수라트어
              - 헤르테빈어
              - 훌라울라어

            - 북서아람어
              - 믈라소어
              - 투로요어

          - 하트라 아람어 (사멸)

        - 서아람어
          - 나바테아어 (사멸)
          - 중세 서아람어
            - 사마리아어
            - 유대 팔레스티나 아람어 (사멸)
            - 크리스트 팔레스티나 아람어 (사멸)

          - 신 서아람어

  - 남셈어군
    - 동남 셈어 (현대 남아라비아어)
      - 메리어
      - 바타리어
      - 소코트리어
      - 지발리어 (셰리어)
      - 하수시어
      - 호비오트어

    - 서남 셈어 (고대 남아라비아어 및 에티오피아 셈어)
      - 고대 남아라비아어 (사멸)
        - 사바어 (사멸)
        - 미나어 (사멸)
        - 카타반어 (사멸)
        - 하드라모트어 (사멸)

      - 에티오피아어
        - 남에티오피아어
          - 남에티오피아 외지제어
            - n-Group n그룹
              - 가파트어
              - 고트어
              - 소도어 (키스타네어)

            - tt그룹
              - 메스메스어 (사멸)
              - 무헤르어
              - 서구라즈어
                - 마스칸어 (메스칸어)
                  - 외지 서구라즈어
                    - 기에토어 (세바트 베트 구라즈어)
                    - 엔네모르어 (이노르어)
                    - 엔데겐어

                  - 중부 서구라즈어
                    - 구라어
                    - 구메르어
                    - 에즈하어
                    - 차차어

          - 남에티오피아 중부제어
            - 동구라즈어
              - 세이티어 (실테어)
              - 울바레어
              - 월라네어
              - 이네코르어
              - 즈와이어 (자이어)

            - 암하라아르고바어
              - 아르고바어
              - 암하라어

            - 하라리어

        - 북에티오피아어
          - 게즈어
          - 다리크어
          - 티그레어
          - 티그리냐어